# خیرآباد (خرمی، یک)
خیرآباد روستایی در دهستان خرمی بخش مرکزی شهرستان خرم‌بید استان فارس ایران است.

## جمعیت
بر پایه سرشماری عمومی نفوس و مسکن در سال ۱۳۹۵ این روستا بدون جمعیت بوده‌است.